# Gottschalk von Worms
Gottschalk von Worms (hebräischer Name wahrscheinlich אליקים בן אלעזר הכהן – Eljakim ben Eliëser ha-Kohen; geboren in der Mitte des 14. Jahrhunderts vermutlich in Worms; gestorben nach 1388, vermutlich nach 1398, vermutlich in Bensheim) war ein deutscher jüdischer Unternehmer, der in Worms und an der Bergstraße wirkte.

## Leben

### Worms
Gottschalk von Worms betrieb im letzten Viertel des 14. Jahrhunderts zusammen mit seinem Schwiegervater Mannus von Köln († nach 1386) in Worms Kreditgeschäfte. Er und sein Schwiegervater waren in Worms Schutzjuden des Grafen Diether VIII. von Katzenelnbogen. Die Grafen von Katzenelnbogen besaßen seit 1312 das Judenregal und haben verschiedentlich auswärtige Juden gegen Bezahlung in Schutz genommen. 1376/78 war „Godschalk“ mit einer Forderung von mehr als 2000 Gulden in einen Prozess seines Schwiegervaters Mannus mit der Stadt Köln verwickelt und wurde von Diether VIII. von Katzenelnbogen unterstützt.
Mannus von Köln war 1377 einer von 36 jüdischen Haushaltsvorständen, die der Stadt Worms ein Zwangsdarlehen von 20.000 Goldgulden gewähren mussten. Das hebräische Äquivalent des mittelhochdeutschen Namens Gottschalk war in der Regel אליקים –  Eljakim; Mannus’ Schwiegersohn Gottschalk dürfte identisch sein mit „Eljakim, Sohn des Rav (= Herrn) Eliëser ha-Kohen“, der der Stadt Worms damals ebenfalls ein Zwangsdarlehen gewähren musste.
Mannus von Köln und sein Schwiegersohn Gottschalk gewährten 1380 den Brüdern Friedrich († nach 1407) und Wolf von Meckenheim († zwischen 1395 und 1407) ein Darlehen über 100 Gulden guter Wormser Währung. Als Bürgen fungieren Ritter Heinrich Winter von Alzey († nach 1392) aus Worms sowie die Edelknechte Diether Kämmerer von Worms († 1398) und sein Vetter Heinrich Kämmerer von Worms gen. von Rodenstein († nach 1395).
Neben Geldgeschäften, die er gemeinsam mit seinem Schwiegervater durchführte, war Gottschalk von Worms auch selbstständig tätig.
1379 stand Gottschalk von Worms in Geschäftsverbindung mit Isaak von Aschaffenburg und hatte gemeinsam mit diesem 140 Gulden an die Grafen Eberhard II. von Zweibrücken und Heinrich II. von Sponheim-Bolanden, einen Schwager Diethers VIII. von Katzenelnbogen, verliehen. Eberhard von Zweibrücken und Heinrich II. von Sponheim besaßen seit 1378/79 gemeinsam die Herrschaft Stauf bei Eisenberg.

### Bergstraße
Auf Bitten Diethers VIII. von Katzenelnbogen, seines „lieben Schwagers“, gewährte der Mainzer Erzbischof Adolf von Nassau (1353–1390) dem „Gotschalk de Wormatis“, des Grafen Juden, sowie dessen Ehefrau, Kindern, „Leremeister“ und ihrem Gesinde 1388 gegen eine jährliche Zahlung von 8 Gulden freies Geleit: Sie durften zwei Jahre lang in der Stadt Bensheim oder in anderen Städten des Erzstiftes wohnen.
Gottschalk von Worms hat sich vermutlich nach 1388 in Bensheim oder einem anderen Ort an der Bergstraße niedergelassen, denn Anselm Ulner von Dieburg († um 1399/1400), Amtmann des Grafen Eberhard V. von Katzenelnbogen († 1402) in der Obergrafschaft Katzenelnbogen, musste dem Juden Gottschalk um die Jahreswende 1397/98 einen Hengst bezahlen, wobei ihm angeblich ein Schaden von 50 Gulden entstand. Ulner hatte das Pferd von Gottschalk „im Namen der Juden“ erhalten, als er nach Böhmen ritt; Graf Eberhard V. nahm es ab und gab es Henne Wilderich von Weyer (Wilre) († nach 1399). Anselm Ulner von Dieburg musste Gottschalk bezahlen, als der ihn in Anwesenheit des Königs Wenzel IV. von Böhmen auf dem Frankfurter Hoftag deswegen belangte. Der Sohn des Amtsmanns, der Edelknecht Hartmann III. Ulner von Dieburg († 1442), wandte sich deswegen 1431/32 mit Schadenersatzforderungen an Graf Johann IV. von Katzenelnbogen.
Simon von Bensheim, der 1390 zusammen mit „Symont Mannes son von Colne“ (gest. nach 1409) Pfandbriefe des Grafen Emich d. A. von Leiningen auf die Dörfer Kleinbockenheim, Großbockenheim, Kindenheim und Gossenheim besaß, könnte ein Sohn des Gottschalk von Worms gewesen sein.
Gottschalk von Worms ist nicht identisch mit Gottschalk von Kreuznach (gest. zwischen 1410 und 1417), der mit einer Tochter des Rabbiners Moses ha-Levi gen. Möllin und Schwester des Rabbiners Jakob Molin gen. MaHaRIL (gest. 1427) aus Magenza (Mainz) verheiratet war. Er ist auch zu unterscheiden von seinem Schwager Gottschalk von Bacharach oder von Oppenheim (gest. 1395/96), einem Sohn des Mannus von Köln.